# Saitama Seibu Lions
I Saitama Seibu Lions (埼玉西武ライオンズ?) sono una squadra professionistica giapponese di baseball con sede a Tokorozawa, Saitama. Militano nella Pacific League della Nippon Professional Baseball e giocano le partite casalinghe al Belluna Dome.
Hanno vinto il titolo di campioni assoluti della NPB per tredici volte e il titolo della Pacific League per ventitre.
La squadra fu fondata nel 1950 e, nel corso degli anni, ha assunto le seguenti denominazioni:
- Nishitetsu Clippers (西鉄クリッパース?) (1950)
- Nishitetsu Lions (西鉄ライオンズ?) (1951–1972)
- Taiheiyo Club Lions  (太平洋クラブライオンズ?) (1973–1976)
- Crown Lighter Lions (クラウンライターライオンズ?) (1977–1978)
- Seibu Lions (西武ライオンズ?) (1978–2007)
- Saitama Seibu Lions (埼玉西武ライオンズ?) (2008–)

## Allenatori
- Kaname Miyazaki (宮崎要, 1950)
- Osamu Mihara (三原脩, 1951–1959)
- Tokuji Kawasaki (川崎徳次, 1960–1961)
- Futoshi Nakanishi (中西太, 1962–1969)
- Kazuhisa Inao (稲尾和久, 1970–1974)
- Shinichi Eto (江藤愼一, 1975)
- Leo Durocher (1976)
- Masaichi Kitō (鬼頭政一, 1976–1977)
- Rikuo Nemoto (根本陸夫, 1978–1981)
- Tatsurō Hirooka (広岡達朗, 1982-1985)
- Masaaki Mori (森祇晶, 1986-1994)
- Osamu Higashio (東尾修, 1995-2001)
- Haruki Ihara (伊原春樹, 2002-2003)
- Tsutomu Ito (伊東勤, 2004-2007)
- Hisanobu Watanabe (渡辺久信, 2008-2013)
- Haruki Ihara (2014)

## Giocatore
- Fumiya Nishiguchi (西口文也, 1995-)
- Takeya Nakamura (中村剛也, 2002-)
- Takayuki Kishi (岸孝之, 2007-)
- Kazuhisa Makita (牧田和久, 2011-)

### Ex giocatore

#### Membri della Baseball Hall of Fame (lista parziale)
- Hiroshi Ohshita (大下弘, 1952–1959)
- Futoshi Nakanishi (中西太, 1952–1969)
- Yasumitsu Toyoda (豊田泰光, 1953-1962)
- Akira Ogi (仰木彬, 1954-1967)
- Kazuhisa Inao (稲尾和久, 1956–1969)
- Osamu Higashio (東尾修, 1969-1988)

#### Altri
- Masahiro Doi (土井正博, 1975-1981)
- Kōichi Tabuchi (田淵幸一, 1979-1984)
- Hiromichi Ishige (石毛宏典, 1981-1994)
- Koji Akiyama (秋山幸二, 1981–1993)
- Kimiyasu Kudoh (工藤公康, 1982-1994, 2010)
- Hatsuhiko Tsuji (辻発彦, 1984–1995)
- Kazuhiro Kiyohara (清原和博, 1986-1996)
- Yoshitaka Katori (鹿取義隆, 1990-1997)
- Kazuo Matsui (松井稼頭央, 1995-2003)
- Daisuke Matsuzaka (松坂大輔, 1999-2006)
- G.G. Satō (G.G.佐藤, 2004-2011)
- Hideaki Wakui (涌井秀章, 2005-2013)
- Kazuhisa Ishii (石井一久, 2008-2013)

## Numeri ritirati
- numero 24 Kazuhisa Inao (稲尾和久)